# 村田茂樹 (国土交通官僚)
村田 茂樹（むらた しげき、1967年〈昭和42年〉2月8日 - ）は、日本の運輸・国土交通官僚。

## 来歴
東京都出身。東京都立国分寺高等学校を経て、1990年（平成2年）、東京大学法学部を卒業し、同年4月、運輸省へ入省。入省後、九州運輸局企画部地域交通企画課長、在インドネシア日本国大使館一等書記官、熊本県地域振興部交通対策総室長、国土交通省総合政策局海洋政策課長、国土交通省大臣官房参事官（航空予算）、鉄道局幹線鉄道課長、国土交通省総合政策局政策課長、国土交通省大臣官房人事課長などを歴任。
2019年（令和元年）7月9日、観光庁観光地域振興部長に就任。
2021年（令和3年）7月1日、観光庁次長に就任。
2022年（令和4年）6月28日、内閣府総合海洋政策推進事務局長に就任。
2023年（令和5年）7月11日、国土交通省鉄道局長に就任。
2024年（令和6年）7月1日、国土交通省大臣官房長に就任。
2025年（令和7年）7月1日、観光庁長官に就任。